# Lista över fornlämningar i Sundsvalls kommun (Stöde)
Lista över fornlämningar i Sundsvalls kommun (Stöde) är en förteckning av ett urval av de fornlämningar som finns i Stöde i Sundsvalls kommun.
| Namn                      | Lämningstyp                      | Tillkomsttid | Historisk indelning | Plats | Läge                 | ID-nr          | Bild                                 |
| ------------------------- | -------------------------------- | ------------ | ------------------- | ----- | -------------------- | -------------- | ------------------------------------ |
| Stöde 7:1                 | Husgrund, förhistorisk/medeltida |              | Stöde, Medelpad     |       | 62.407841, 16.557877 | 10249600070001 | Ladda upp en bild av detta fornminne |
| Stöde 7:2                 | Hög                              |              | Stöde, Medelpad     |       | 62.408058, 16.557968 | 10249600070002 | Ladda upp en bild av detta fornminne |
| Stöde 10:1                | Hög                              |              | Stöde, Medelpad     |       | 62.408810, 16.587731 | 10249600100001 | Ladda upp en bild av detta fornminne |
| Stöde 10:2                | Stensättning                     |              | Stöde, Medelpad     |       | 62.408959, 16.587737 | 10249600100002 | Ladda upp en bild av detta fornminne |
| Stöde 12:1                | Hög                              |              | Stöde, Medelpad     |       | 62.407892, 16.599675 | 10249600120001 | Ladda upp en bild av detta fornminne |
| Stöde 12:2                | Hög                              |              | Stöde, Medelpad     |       | 62.407846, 16.599454 | 10249600120002 | Ladda upp en bild av detta fornminne |
| Stöde 25:1                | Grav- och boplatsområde          |              | Stöde, Medelpad     |       | 62.305305, 16.695115 | 10249600250001 | Ladda upp en bild av detta fornminne |
| Stöde 26:1                | Hög                              |              | Stöde, Medelpad     |       | 62.306920, 16.696489 | 10249600260001 | Ladda upp en bild av detta fornminne |
| Stöde 26:2                | Hög                              |              | Stöde, Medelpad     |       | 62.307069, 16.696281 | 10249600260002 | Ladda upp en bild av detta fornminne |
| Stöde 26:4                | Hög                              |              | Stöde, Medelpad     |       | 62.306798, 16.696971 | 10249600260004 | Ladda upp en bild av detta fornminne |
| Stöde 27:1                | Hög                              |              | Stöde, Medelpad     |       | 62.309124, 16.694728 | 10249600270001 | Ladda upp en bild av detta fornminne |
| Stöde 28:1                | Hög                              |              | Stöde, Medelpad     |       | 62.308612, 16.695680 | 10249600280001 | Ladda upp en bild av detta fornminne |
| Stöde 28:2                | Hög                              |              | Stöde, Medelpad     |       | 62.308548, 16.695927 | 10249600280002 | Ladda upp en bild av detta fornminne |
| Stöde 29:1                | Hög                              |              | Stöde, Medelpad     |       | 62.309325, 16.691724 | 10249600290001 | Ladda upp en bild av detta fornminne |
| Stöde 30:1                | Hög                              |              | Stöde, Medelpad     |       | 62.308928, 16.697658 | 10249600300001 | Ladda upp en bild av detta fornminne |
| Stöde 30:2                | Hög                              |              | Stöde, Medelpad     |       | 62.308953, 16.697388 | 10249600300002 | Ladda upp en bild av detta fornminne |
| Stöde 32:1                | Stensättning                     |              | Stöde, Medelpad     |       | 62.307214, 16.691500 | 10249600320001 | Ladda upp en bild av detta fornminne |
| Stöde 34:1                | Hög                              |              | Stöde, Medelpad     |       | 62.315385, 16.694935 | 10249600340001 | Ladda upp en bild av detta fornminne |
| Stöde 36:1                | Hög                              |              | Stöde, Medelpad     |       | 62.314227, 16.688150 | 10249600360001 | Ladda upp en bild av detta fornminne |
| Stöde 37:1                | Hög                              |              | Stöde, Medelpad     |       | 62.314888, 16.686060 | 10249600370001 | Ladda upp en bild av detta fornminne |
| Stöde 38:1                | Hög                              |              | Stöde, Medelpad     |       | 62.323431, 16.677268 | 10249600380001 | Ladda upp en bild av detta fornminne |
| Stöde 38:2                | Husgrund, förhistorisk/medeltida |              | Stöde, Medelpad     |       | 62.323615, 16.677372 | 10249600380002 | Ladda upp en bild av detta fornminne |
| Stöde 38:3                | Husgrund, förhistorisk/medeltida |              | Stöde, Medelpad     |       | 62.323570, 16.678043 | 10249600380003 | Ladda upp en bild av detta fornminne |
| Stöde 38:4                | Hög                              |              | Stöde, Medelpad     |       | 62.323526, 16.677677 | 10249600380004 | Ladda upp en bild av detta fornminne |
| Stöde 52:2                | Stensättning                     |              | Stöde, Medelpad     |       | 62.304064, 16.697604 | 10249600520002 | Ladda upp en bild av detta fornminne |
| Stöde 53:1                | Hög                              |              | Stöde, Medelpad     |       | 62.305857, 16.692683 | 10249600530001 | Ladda upp en bild av detta fornminne |
| Stöde 59:1                | Stensättning                     |              | Stöde, Medelpad     |       | 62.325883, 16.673278 | 10249600590001 | Ladda upp en bild av detta fornminne |
| Stöde 60:1                | Husgrund, historisk tid          |              | Stöde, Medelpad     |       | 62.300446, 16.702639 | 10249600600001 | Ladda upp en bild av detta fornminne |
| Stöde 102:1               | Hög                              |              | Stöde, Medelpad     |       | 62.417832, 16.565008 | 10249601020001 | Ladda upp en bild av detta fornminne |
| Sjulshögen (Stöde 103:1)  | Hög                              |              | Stöde, Medelpad     |       | 62.418952, 16.587514 | 10249601030001 | Ladda upp en bild av detta fornminne |
| Stöde 105:1               | Hög                              |              | Stöde, Medelpad     |       | 62.418141, 16.588134 | 10249601050001 | Ladda upp en bild av detta fornminne |
| Stöde 107:1               | Grav- och boplatsområde          |              | Stöde, Medelpad     |       | 62.421183, 16.608856 | 10249601070001 | Ladda upp en bild av detta fornminne |
| Stöde 108:1               | Hög                              |              | Stöde, Medelpad     |       | 62.417972, 16.589315 | 10249601080001 | Ladda upp en bild av detta fornminne |
| Stöde 109:1               | Hög                              |              | Stöde, Medelpad     |       | 62.418076, 16.590516 | 10249601090001 | Ladda upp en bild av detta fornminne |
| Stöde 109:2               | Hög                              |              | Stöde, Medelpad     |       | 62.418041, 16.590737 | 10249601090002 | Ladda upp en bild av detta fornminne |
| Stöde 111:1               | Stensättning                     |              | Stöde, Medelpad     |       | 62.414322, 16.632907 | 10249601110001 | Ladda upp en bild av detta fornminne |
| Stöde 111:2               | Stensättning                     |              | Stöde, Medelpad     |       | 62.414314, 16.633236 | 10249601110002 | Ladda upp en bild av detta fornminne |
| Stöde 112:1               | Hög                              |              | Stöde, Medelpad     |       | 62.405157, 16.684722 | 10249601120001 | Ladda upp en bild av detta fornminne |
| Stöde 112:2               | Hög                              |              | Stöde, Medelpad     |       | 62.405246, 16.685000 | 10249601120002 | Ladda upp en bild av detta fornminne |
| Stöde 113:1               | Hög                              |              | Stöde, Medelpad     |       | 62.405402, 16.686932 | 10249601130001 | Ladda upp en bild av detta fornminne |
| Stöde 114:1               | Röse                             |              | Stöde, Medelpad     |       | 62.400099, 16.710325 | 10249601140001 | Ladda upp en bild av detta fornminne |
| Stöde 115:1               | Hög                              |              | Stöde, Medelpad     |       | 62.420731, 16.610109 | 10249601150001 | Ladda upp en bild av detta fornminne |
| Stöde 115:2               | Hög                              |              | Stöde, Medelpad     |       | 62.420854, 16.610289 | 10249601150002 | Ladda upp en bild av detta fornminne |
| Skansberget (Stöde 117:1) | Fornborg                         |              | Stöde, Medelpad     |       | 62.380237, 16.853595 | 10249601170001 | Ladda upp en bild av detta fornminne |
| Stöde 134:1               | Hög                              |              | Stöde, Medelpad     |       | 62.407189, 16.537809 | 10249601340001 | Ladda upp en bild av detta fornminne |
| Stöde 134:2               | Hög                              |              | Stöde, Medelpad     |       | 62.406988, 16.537780 | 10249601340002 | Ladda upp en bild av detta fornminne |
| Stöde 134:3               | Hög                              |              | Stöde, Medelpad     |       | 62.407045, 16.537279 | 10249601340003 | Ladda upp en bild av detta fornminne |
| Stöde 135:1               | Stensättning                     |              | Stöde, Medelpad     |       | 62.404817, 16.531717 | 10249601350001 | Ladda upp en bild av detta fornminne |
| Stöde 135:2               | Hög                              |              | Stöde, Medelpad     |       | 62.404659, 16.531132 | 10249601350002 | Ladda upp en bild av detta fornminne |
| Stöde 183:1               | Husgrund, förhistorisk/medeltida |              | Stöde, Medelpad     |       | 62.379638, 16.807790 | 10249601830001 | Ladda upp en bild av detta fornminne |
| Stöde 184:1               | Stensättning                     |              | Stöde, Medelpad     |       | 62.378901, 16.809233 | 10249601840001 | Ladda upp en bild av detta fornminne |